# Gnathothlibus
Gnathothlibus là một chi bướm đêm thuộc họ Sphingidae.

## Các loài
- Gnathothlibus australiensis - Lachlan, 2004
- Gnathothlibus brendelli - Hayes 1983
- Gnathothlibus collardi - Haxaire, 2002
- Gnathothlibus dabrera - Eitschberger 1999
- Gnathothlibus eras - (Boisduval, 1832)
- Gnathothlibus erotus - (Cramer 1777)
- Gnathothlibus fijiensis - Lachlan, 2009
- Gnathothlibus heliodes - (Meyrick 1889)
- Gnathothlibus meeki - Rothschild & Jordan 1907
- Gnathothlibus saccoi - Lachlan & Moulds, 2001
- Gnathothlibus samoaensis - Lachlan, 2009
- Gnathothlibus vanuatuensis - Lachlan & Moulds, 2003

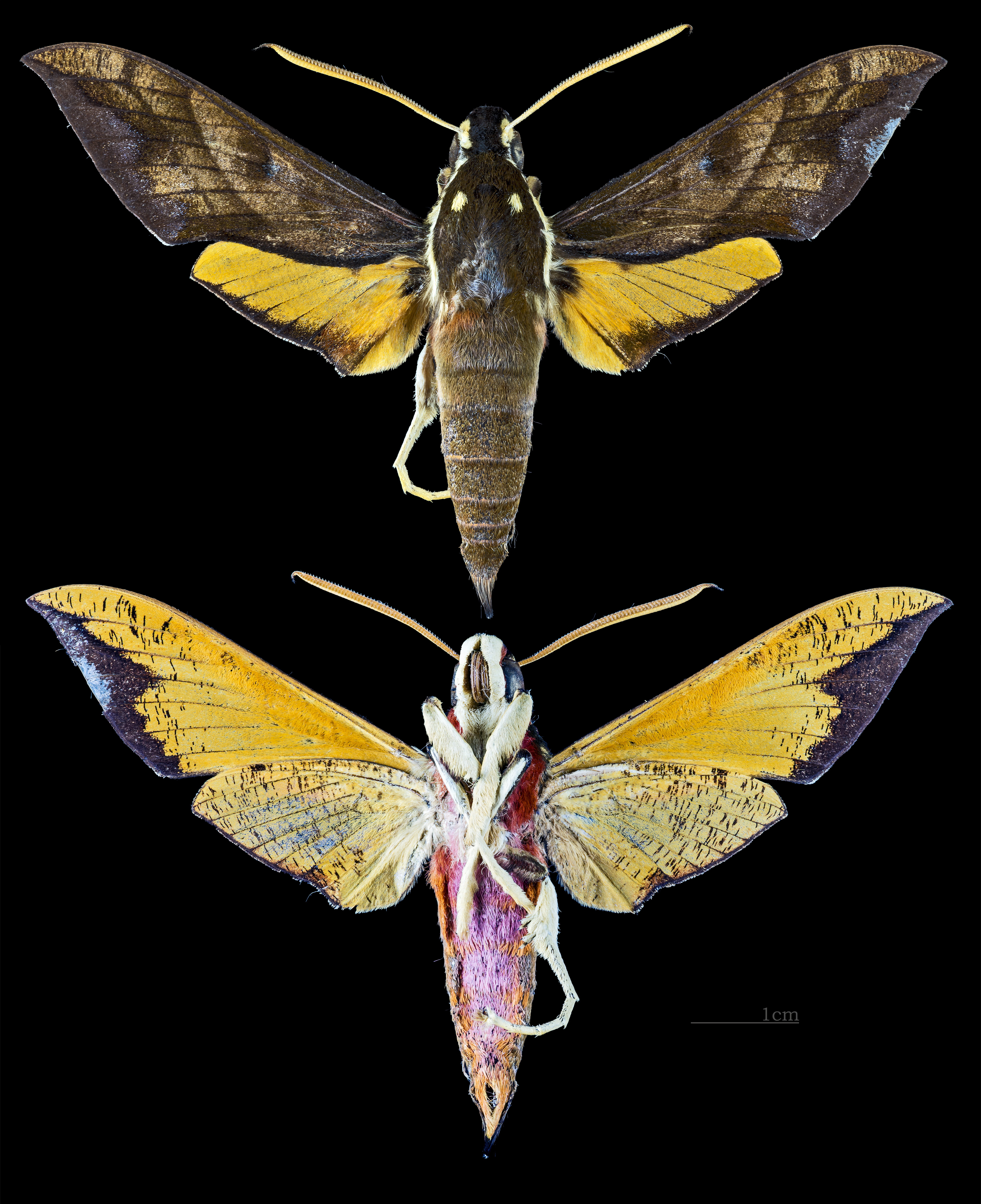
Gnathothlibus brendelli
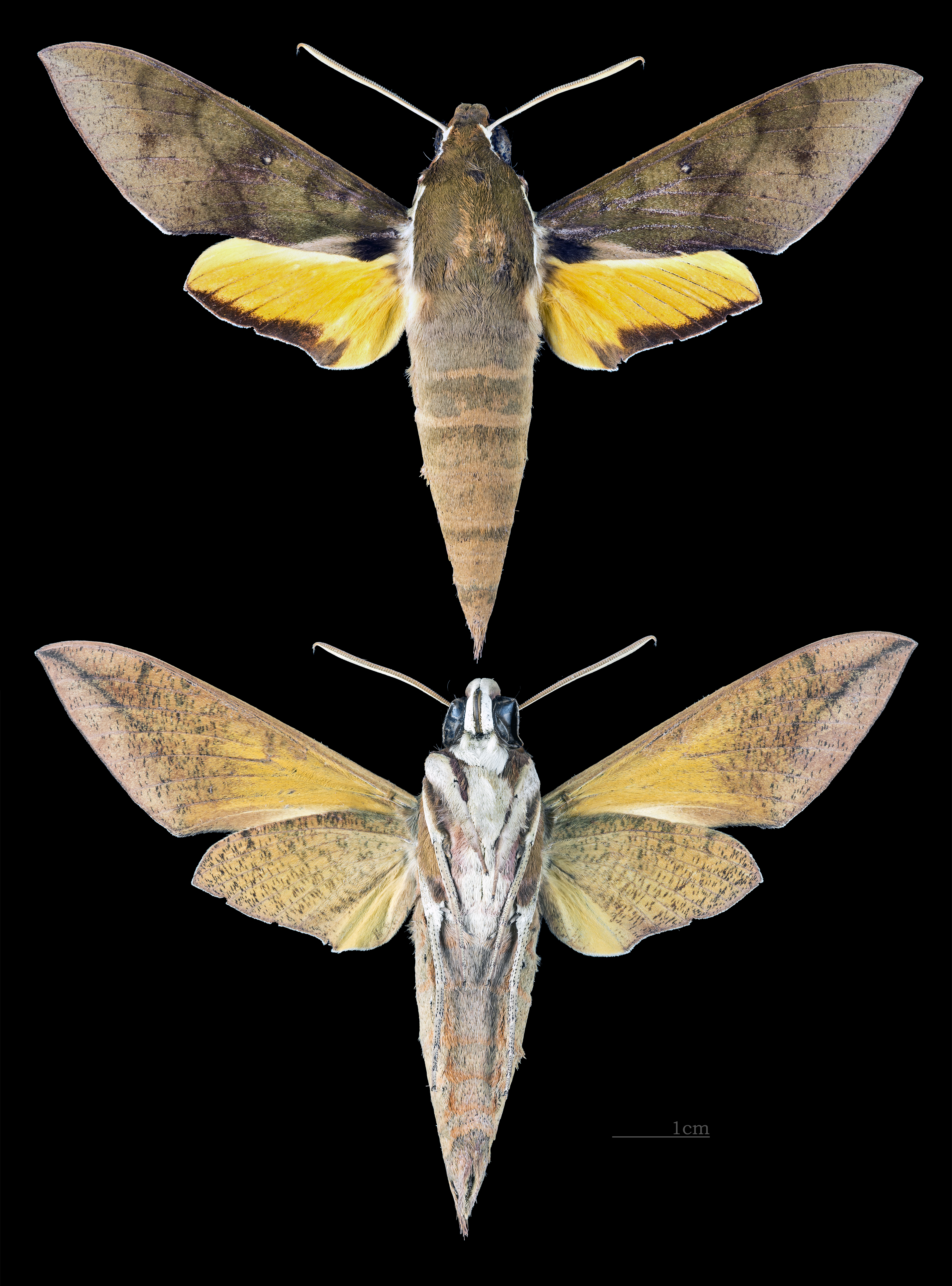
Gnathothlibus eras
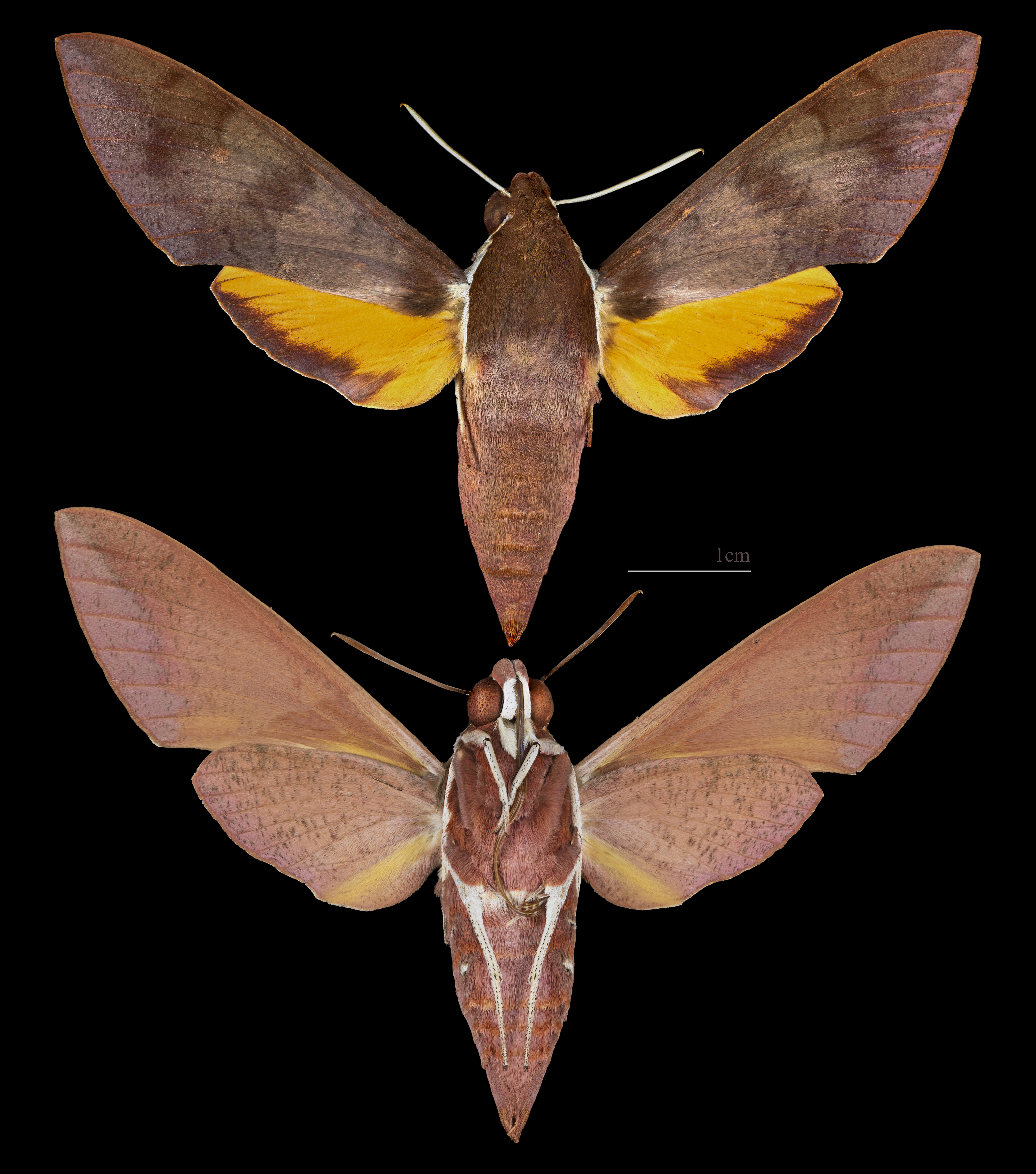
Gnathothlibus erotus
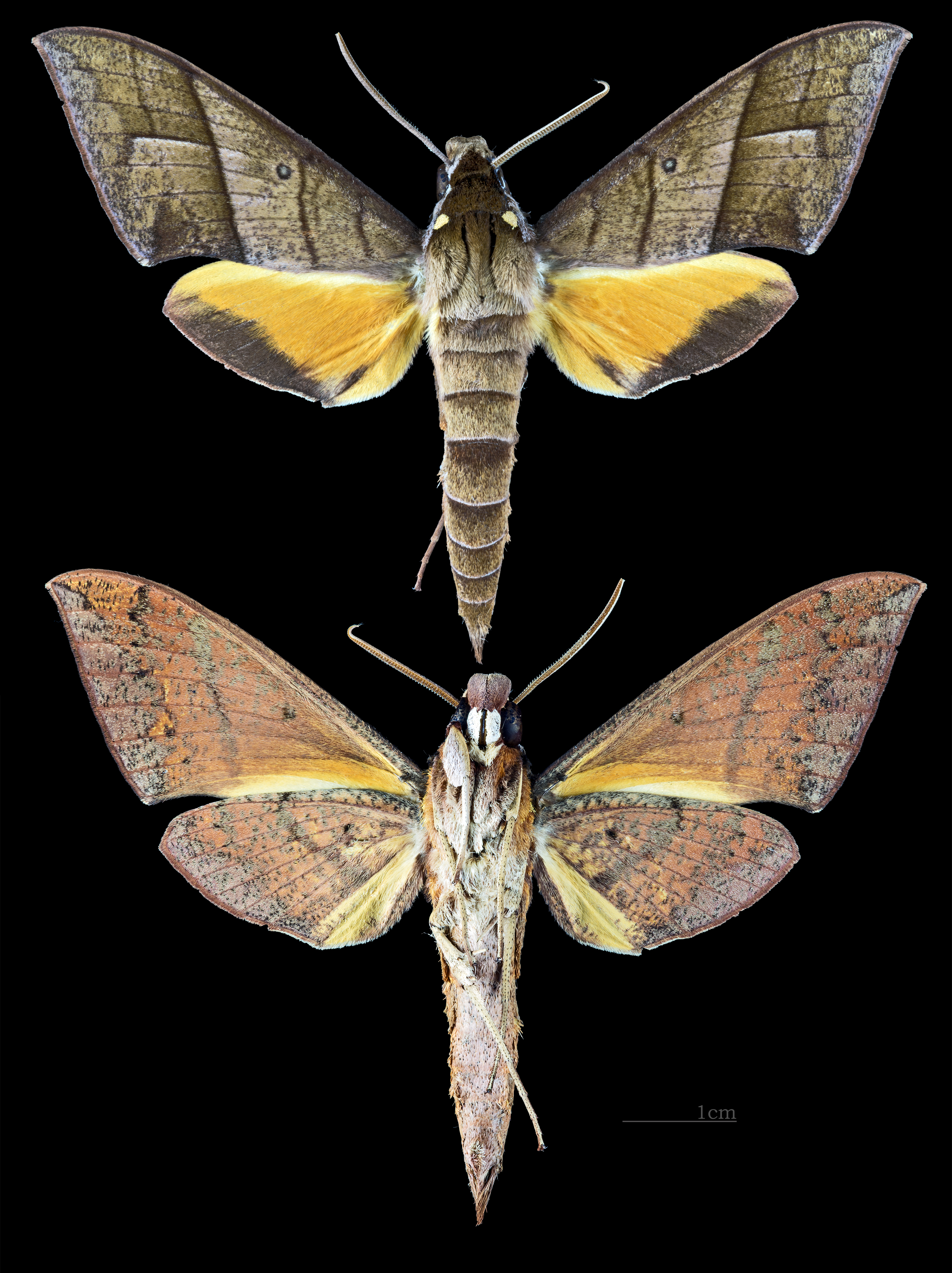
Gnathothlibus heliodes
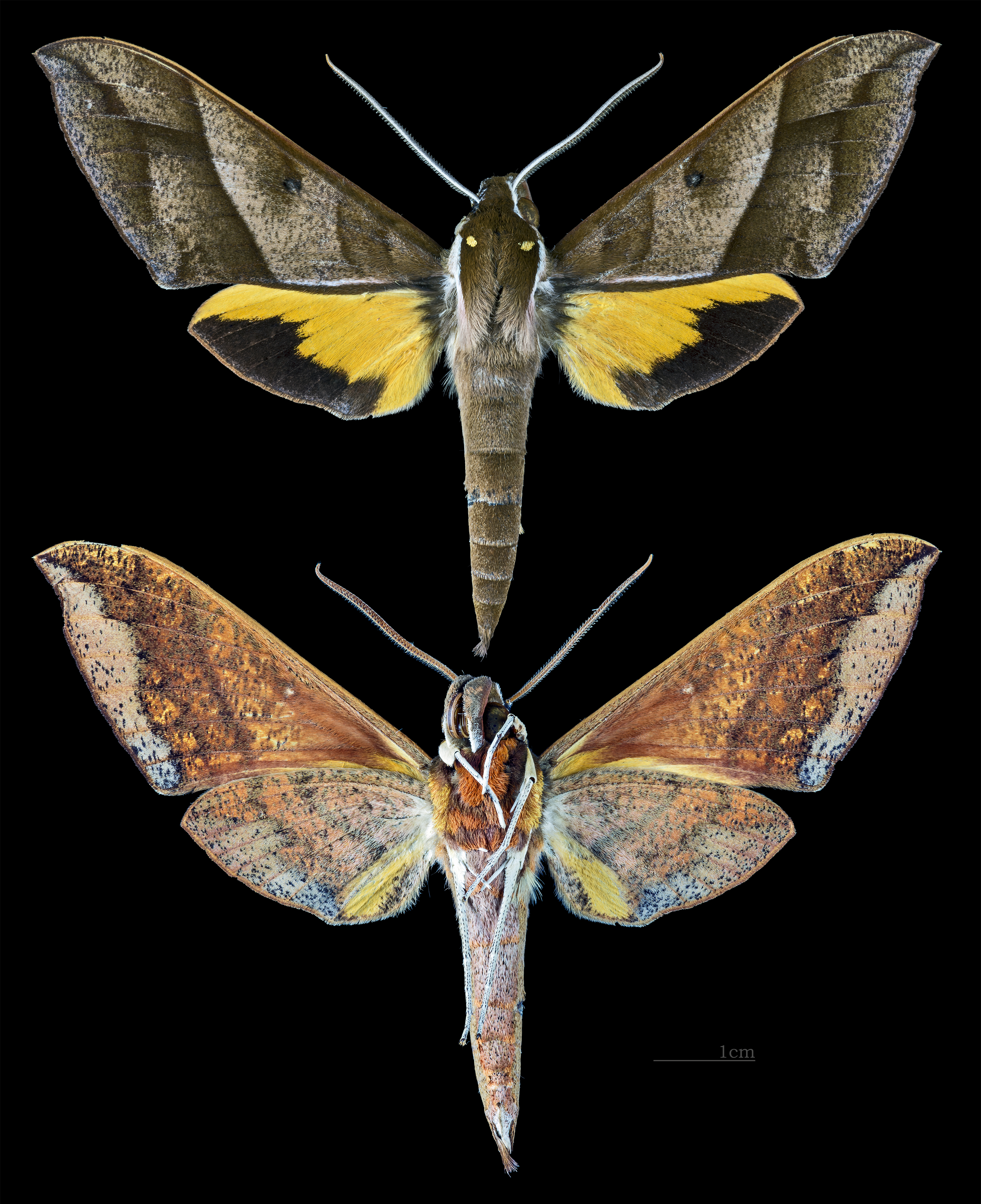
Gnathothlibus meeki